# 玛丽-伊芙·加耶
玛丽-伊芙·加耶（法語：Marie-Ève Gahié，1996年11月27日—），法国女子柔道运动员，2018年世界柔道锦标赛女子70公斤级银牌得主、2019年世界柔道锦标赛女子70公斤级金牌得主、2024年世界柔道锦标赛女子70公斤级银牌得主。